# Cratilopus minor
Cratilopus minor är en insektsart som beskrevs av Sjostedt 1930. Cratilopus minor ingår i släktet Cratilopus och familjen gräshoppor. Inga underarter finns listade i Catalogue of Life.